# Kibernetska vojna
 Kibernetska vojna (poznana tudi kot kibernetsko vojno stanje) je uporaba računalnikov in interneta, ki v sožitju vodita vojno stanje v kibernetskem prostoru. Z napadom povzročajo primerljivo škodo kot dejansko vojskovanje in/ali motijo vitalne računalniške sisteme. Med strokovnjaki je precejšnja razprava o definiciji kibernetskega vojskovanja in tudi če taka stvar obstaja. Eno stališče je, da je izraz "kibernetska vojna" napačen, saj nobenih žaljivih kibernetskih dejanj do danes ni bilo mogoče opisati kot "vojna". Alternativno stališče "kibernetskemu vojskovanju" je kibernetski napadi, ki povzročajo fizično škodo ljudem in predmetom v resničnem svetu. Medtem ko poteka razprava o tem, kako opredeliti in uporabiti "kibernetsko vojskovanje" kot izraz, številne države, vključno z Združene države, Združeno kraljestvo, Rusija, Kitajska, [[Izrael], Iran in Severna Koreja imajo aktivne kibernetske zmogljivosti za ofenzivne in obrambne operacije. Ko države raziskujejo uporabo kibernetskih operacij in združujejo zmogljivosti, se poveča verjetnost fizičnega spopada in nasilja kot posledica kibernetske operacije ali njenega dela. Vendar pa je izpolnjevanje razsežnosti in dolgotrajnosti vojne malo verjetno, zato ostaja nejasnost.
Prvi primer kinetične vojaške akcije, uporabljene kot odziv na kibernetski napad, ki je povzročil izgubo človeških življenj, je bil opažen 5. maja 2019. Takrat so Izraelske obrambne sile ciljale in uničile stavbo, povezano z kibernetski napadom.

### Načini napada
Poznamo več različnih načinov napada v kibernetski vojni.
- Mrežni vandalizem: napadi ki kazijo internetne strani, zanikanje državnih napadov. Ti napadi so po navadi izvedeni hitro in ne povzročijo veliko škode.
- Propaganda: politična sporočila se lahko razširijo do vsakega in to predvsem s pomočjo interneta, do katerega dostopa že velika večina.
- Zbiranje podatkov: zaupne informacije ki niso ustrezno zavarovane, so lahko prestrežene in celo modificirane iz drugega dela sveta, to pa se omogoči predvsem z dobrim vohunstvom.
- Razdvojitev opreme: vojaške sile, katere uporabljajo računalnike in satelite za koordinacijo so v nevarnosti pred takšno obliko napada. Povelja in sporočila so lahko prestrežena in spremenjena, kar pa postavi vojake v močno nevaren položaj.
- Napad na pomembno infrastrukturo: elektrika, voda, nafta, komunikacije, logistika so vsi občutljivi na kibernetski napad.
- Ponarejena strojne opreme: običajna strojna oprema uporabljena v računalnikih in medmrežju, ima slabonamerno programsko opremo skrito znotraj same programske opreme ali morda celo v mikroprocesorju.

### Znane nevarnosti
Varnostno podjetje za preprečitev internetnega kriminala McAfee je v poročilu za leto 2007 objavilo, da približno 120 držav po vsem svetu razvija način kako internet uporabiti kot orožje za raziskovanje in oblikovanje finančnega trga in vladnega računalniškega sistema ter drugih ugodnosti.
V aktivnostih ki spominjajo na hladno vojno in so povzročile da so države začele razmišljati o tajnih akcijah, obveščevalne agencije rutinsko testirajo omrežja in iščejo slabosti le teh. Te tehnike iskanja slabosti v internetu in globalnem omrežju se iz leta v leto izredno izpopolnjujejo.
Jeff Green starejši višji predsednik McAfee-ja je citiral: “kibernetski criminal je postal globalni problem”. Znano je da se je izredno razširil in ne predstavlja le grožnje industriji in posameznikom, ampak se je nevarnost razširila na nacionalno raven. Predvidevajo da bodo napadi v prihodnosti še bolj izpopolnjeni. Napadi so napredovali iz napadov čistega zanimanja do finančno dobro podprtih in odlično organiziranih napadov, predvsem za politične, vojaške, ekonomske in tehnične špijonaže.
Poročilo od McAfee-ja pravi, da je Kitajska v odspredju glede kibernetske vojne. Kitajska je bila obtožena kibernetskega napada na Indijo, Nemčijo in ZDA. Seveda pa Kitajska zanika vse te napade. Argumenti so bili izraženi glede na kitajsko namigovenje na računalniške hekerje, češ da imajo ti že okužene računalnike, ki so zato postali ranljivi in kontrolirani od drugih.

### Znani napadi
- ZDA so bile napadene z računalniki in računalniškimi omrežji lociranimi na Kitajskem in v Rusiji. Ni pa znano ali so napadalci izvirali dejansko iz the držav ali so od tam zgolj delovali.

- 17. maja 2007 je bila pod kibernetskim napadom Estonija. Tarča so bili estonski parlament, ministerstva, banke in mediji.

- V prvem tednu septembra 2007 je bil napaden Pentagon, poleg tega pa tudi francoski, nemški in britanski vladni računalniki. Napadli naj bi jih Kitajci, ki pa so vse ostro zanikali.

- Kirgizistan je bil napaden s strani Estonije in sicer v času volitev.

- V drugem tednu aprila so hekerji napadli indijski MEA computers.